# Colorado ranger
Pour les articles homonymes, voir Colorado.
Le Colorado ranger, ou Colorado rangerbred est une race de chevaux de selle originaire des hautes plaines du Colorado, aux États-Unis. Elle provient de deux étalons importée depuis la Turquie vers l'état de Virginie à la fin du XIXe siècle. Ces étalons sont élevés comme chevaux de ranch au Nebraska et dans le Colorado. Au début des années 1900 naissent les deux véritables fondateurs de la race, Patches et Max. Sélectionné par l'éleveur Mike Ruby dans les années 1930 à partir de ces deux uniques étalons, le Colorado ranger obtient sa propre association de race, la Colorado Ranger Horse Association, en 1935. Les limites du registre d'élevage originel font que de nombreux chevaux Colorado ranger y sont enregistrés en tant qu'Appaloosas, mais une recherche généalogique est en cours pour découvrir les chevaux supplémentaires dont les origines remontent aux étalons fondateurs.
Il fait une bonne monture d'équitation western et présente souvent une robe tachetée. Il peut être de n'importe quelle robe unie ou tachetée et n'importe quelle taille, à condition de ne pas présenter de robe pie, ni d'ascendance de cheval de trait ou de poney. En 2005, plus de 6 000 chevaux Colorado ranger sont enregistrés. Ces chevaux peuvent avoir une double appartenance avec l’Appaloosa Horse Club, ce qui est le cas pour 90 % d'entre eux..

## Histoire

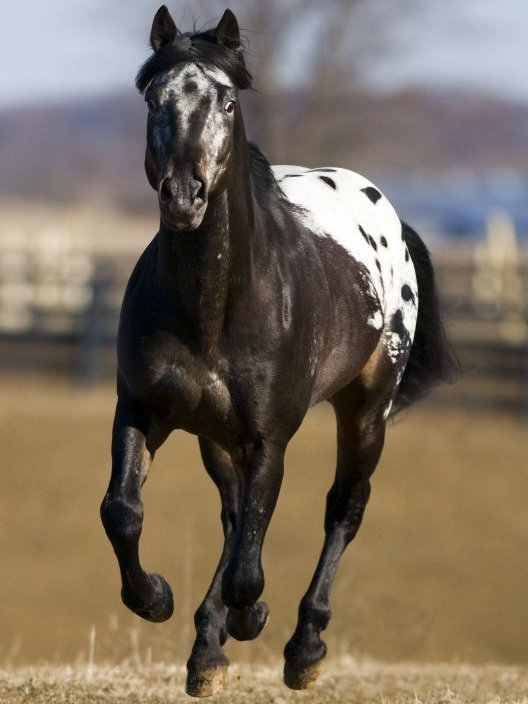
L'appaloosa a influencé significativement le Colorado ranger

Tous les chevaux de cette race sont les descendants de deux animaux offerts par le sultan turc Abdülhamid II au général américain Ulysses Simpson Grant en 1878, et qui gagnent les États-Unis l'année suivante. L'un des deux est un étalon Arabe nommé Léopard, l'autre un étalon barbe nommé Linden Tree : ces deux chevaux arrivés en Virginie  influencent significativement nombre d'animaux américains. Randolf Huntington commence un élevage dans le but de créer un cheval arabe d'attelage américain, mais l'expérience s'interrompt et les deux chevaux sont envoyés au Nebraska puis dans le Colorado. Au début des années 1900, cette lignée de chevaux élégants et aptes au travail du bétail attire l'attention de Mike Ruby.
La race est développée par Mike Ruby, qui garde des registres méticuleux sur chaque poulain qu'il élève. Ces documents comprennent les dates du poulinage, les descriptions des robes et le pedigree complet. Les manuscrits que Ruby a réalisés existent toujours et tous les chevaux de la race y sont encore enregistrés à la main. Des fichiers modernes sont également conservés. L'un des plus grands triomphes de Mike Ruby est l'invitation personnelle que lui a envoyé la National Western Stock Show Commission en 1934, à Denver, pour amener deux de ses étalons Colorado ranger au National Western pour une exposition dans le Colisée. Les chevaux choisis (Léopard 3 et Fox 10) ont créé la sensation et attiré l'approbation des membres du corps professoral de l'Université d'État du Colorado, qui ont entériné l'adoption du nom, « Colorado ranger ». Ainsi, la race est officiellement nommée.
Ruby fonde la Colorado Ranger Horse Association (CRHA) en 1935. L'association publie ensuite l'un des premiers registres de race du pays, en 1938, et Mike Ruby en est le premier président jusqu'à sa mort.

## Description
il n'y a pas vraiment de standard fixe puisque trois races peuvent produire du Colorado ranger : l'Appaloosa, l'Arabe et le Quarter Horse. Un cheval Colorado ranger ne doit pas présenter d'ascendance de poney ou de cheval de trait. Ce sont des chevaux de travail dotés d'une morphologie adaptée au travail du bétail, mesurant en moyenne 1,57 m, pour une fourchette allant de 1,47 m à 1,63 m. Leur dos est court et bien soutenu, leur arrière-main puissante, le corps est compact.

### Robe
Il n'y a pas de couleur de robe favorisée, du moins selon les critères de l'association de race. Certains chevaux portent une robe léopard tachetée, d'autres pas. Il n'existe aucune exigence de couleur, sauf que le cheval ne doit pas porter de robe pie ni avoir des Paint Horses parmi ses ascendants sur cinq générations dans son pedigree.

### Sélection
Seuls les chevaux descendant de l'un des deux étalons fondateurs (Patches #1Z et Max #2Z) peuvent faire partie de la race, à condition de répondre également aux exigences d'inscription supplémentaires. Patches est un descendant direct de Léoppard et Linden, les chevaux donnés à Ulysses S. Grant par Abdul Hamid II de l'Empire ottoman. Il a été acheté chez au ranch de Whipple. Max (un fils du célèbre Leopard Waldron) provient du ranch du gouverneur Oliver Shoup à Colorado Springs.
L'Appaloosa est la race la plus proche du Colorado ranger. Environ un Appaloosa sur huit possède un ascendant parmi les deux étalons fondateurs du Colorado Ranger. Malgré les apparences, le Colorado n'est pas un type d'Appaloosa. Il dispose de son propre patrimoine génétique unique. Cependant, de nombreux Colorados ont un double enregistrement à l'Appaloosa Horse Club et chez la race Colorado, à la fois aux États-Unis et au Canada. Il y a une chance sur dix qu'un Appaloosa soit un Colorado ranger « perdu ».

## Utilisations
Le Colorado ranger possède le sens du bétail (« cow sense », en anglais), lui permettant de bonnes performances en équitation de travail.